# Vaiaku
Vaiaku es una localidad de Tuvalu. Está situada en la costa meridional de la isla de Fongafale, perteneciente al atolón Funafuti. Todos los edificios administrativos y el único hotel del archipiélago, el Vaiaku Langi Hotel, están situados en Vaiaku. Según el censo de 2002 Vaiaku tiene 516 habitantes (4.492 en todo el atolón).
Con frecuencia se suele decir que Vaiaku es la capital del país, pero en realidad se trata del atolón entero.[cita requerida]
- Datos: Q248201
- Multimedia: Vaiaku / Q248201